# Махмуд-шах I Бегада

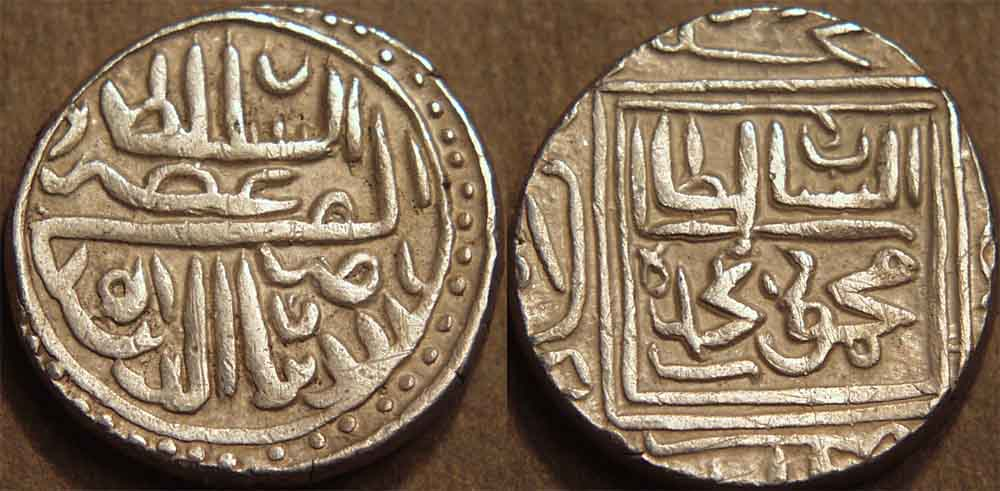
Серебряные монеты гуджаратского султана Махмуда Бегады

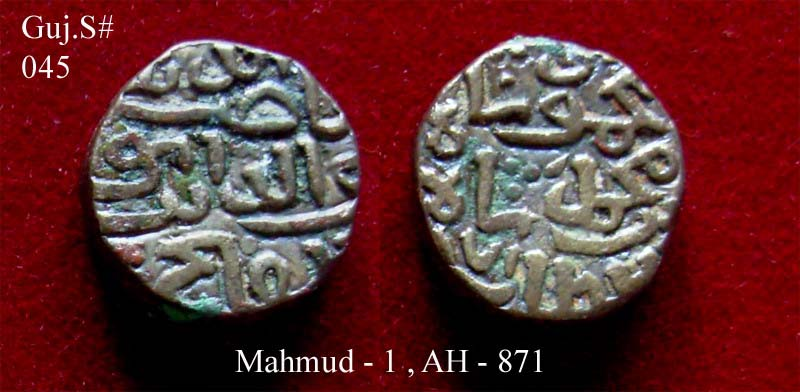
Медные монеты Махмуда Бегады

Махмуд Бегада, также известен как Махмуд Шах I (1445 — 23 ноября 1511) — султан Гуджарата из династии Музаффаридов (25 мая 1458 — 23 ноября 1511), один из выдающихся гуджаратских султанов. Вступив на престол в юном возрасте, он захватил раджпутские крепости Павагадх и Джунагадх, получив прозвище «Бегада». Сделал столицей султаната город Чампанер. Махмуд-шах был ответственен за разрушение Храма Дваракадиши в Дварке (штат Гуджарат), одного из четырех чардхамов, считавшихся священными у индуистов.

## Имена
Его полное имя было Абуль Фат Насир-уд-Дин Махмуд Шах I. Он родился Фатх-ханом или Фатех-ханом. Он называл себя Султан ал-Барр, Султан ал-Бахр, Султан Земли, Султан моря.

## Ранняя жизнь
В 1458 году после смерти гуджаратского султана Кутб-уд-Дина Ахмад-шаха II (1451—1458) знать возвела на престол его дядю Дауда-шаха, сына Ахмад-шаха I. Но так как Дауд назначал низкородных людей на высокие должности и совершал неблаговидные поступки, поэтому он был вскоре свергнут. В следующем 1459 году его сводный брат Фатх-хан был посажен на султанский престол под именем Махмуд-шаха I. Он был сыном Мухаммад-шаха II от Биби Мугли, дочери Джама Джуны из династии Самма, правящей в Татте в провинции Синд.

## Правление

### Первые годы

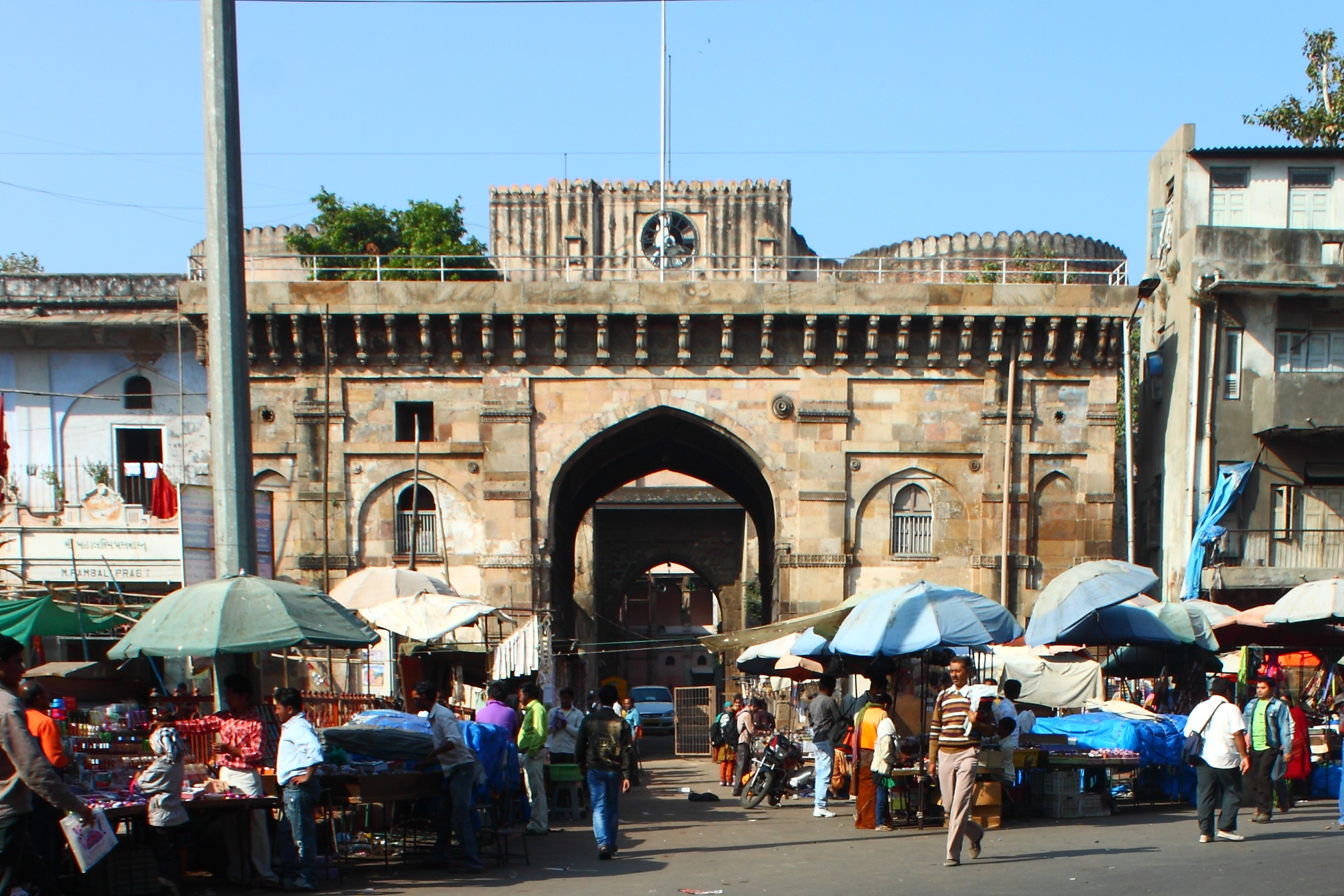
Ворота крепости Бхадра в Ахмадабаде

Вскоре некоторые члены знати, Сейфулла Мульк, Акд-уль-Мульк, Бурхан-уль-Мульк и Хисар-уль-Мульк, сообщали султану, что министр Шаабад Имад-уль-Мульк задумал заговор и желает посадить на престол своего сына. Шаабад Имад уль-Мульк был арестован этими дворянами и заключен в тюрьму в крепости Бхадра. Вскоре султан получил донесение, что эти аристократы, заключившие в тюрьму Имад-уль-Мулька, являются изменниками и хотят посадить на султанский трон Хабиба-хана, дядю султана. Тогда Махмуд-шах, посоветовавшись со своей матерью и некоторыми соратниками, приказал освободить Шаабада Имад-уль-Мулька из тюрьмы. Непокорные дворяне собрали силы и выступили против султана. Многие советовали султану покинуть столицу и, собрав силы, выступить против знати. Махмуд-шах выслал против мятежных дворян своих слонов. Многие мятежники укрылись в столице, другие бежали, а некоторые были растоптаны слонами.
В 1461 или 1462 году, согласно Фариштаху, Низам-шах Бахмани, правитель Бахманийского султаната в Декане (1461—1463), чьи владения были оккупированы малавским султаном Махмудом Хилджи, обратился за помощью к султану Гуджарата. Махмуд-шах выступил в поход на помощь Низам-шаху, по пути соединился со сторонниками последнего и выступил на Бурханпур. Когда султан Махмуд Хилджи узнал о приближении гуджаратского султана с армией, он отступил в свои владения через Гондвану, страдая от нехватки воды и набегов местных племен, потеряв от 5 до 6 тысяч человек. Махмуд-шах оказал помощь бахманийскому султану и вернулся домой. В 1462 году малавский султан Махмуд Хилджи совершил второй поход на Декан во главе 90-тысячной армии, разграбив и опустошив султанат до Даулатабада. Махмуд-шах отправил послание малавскому султану, чтобы последний не вторгался в Декан, угрожая в случае отказа немедленно выступить на Манду. Свою следующую кампанию Махмуд-шах совершил против пиратов-заминдаров из горной крепости Барур и Дахану, чьи крепости он захватил. Султан наложил на них вождей ежегодную дань, а взамен разрешить им управлять своими землями.

### Джунагадх (Гирнар)
Затем гуджаратский султан Махмуд-шах решил завоевать горный форт Упаркот в горах Гирнар, близ Джунагадха в Соратхе (сейчас — регион Саураштра, штат Гуджарат). В 1467 году султан напал на форт Джунагадх и заставил покориться местного раджпутского лидера Мандалику III (1451—1472), который вернулся в свою столицу. В следующем году, узнав, что раджпутский вождь продолжает посещать индуистский храм в своей столице, Махмуд-шах организовал второй карательный поход на Джунагадх, вынудив местного раджу подчиниться и прислать подарки. В 1469 году Махмуд-шах отправил войско, чтобы опустошить город Сорат, чтобы окончательно завоевать Джунагадх в горах Гирнар. Во время третьего похода Махмуд-шах встретился с Мандаликой и заставил его принять ислам. Ночью раджа бежал и укрылся в Гирнаре. В 1472—1473 годах после почти двухлетней осады, вызванной нехваткой припасов, раджа покинул крепость и сдал ключи султану. Мандалика III сохранил жизнь и был поселен в Ахмадабаде, но район Соратх стал собственностью султаната и управлялся чиновником, назначенным султаном и размещенным в Джунагадхе.
В конце войны, в 1479 году, Махмуд-шах отремонтировал форт Джеханпанах, нынешнюю внешнюю или городскую стену Джунагадха. Сам султан построил дворец и сделал новый город своей столицей по именем Мустафабад, заставив всех соседних раджпутских вождей признать своё сюзеренитет. в правление султана Ахмад-шаха I все раджпутские вожди, включая самого раджу Джунагадха, платили дань Гуджарату.
В 1480 году, когда Махмуд-шах находился в Джунагадхе, Худаванд-хан и другие дворяне, уставшие от постоянных войн султана, убедили его старшего сына Ахмед-хана свергнуть отца и вступить на султанский престол. Но Имад-уль-Мульк, отказавшийся к ним присоединиться, расстроил их план, и после возвращения султана заговор был раскрыт.

### Чампанер (Павагадх)

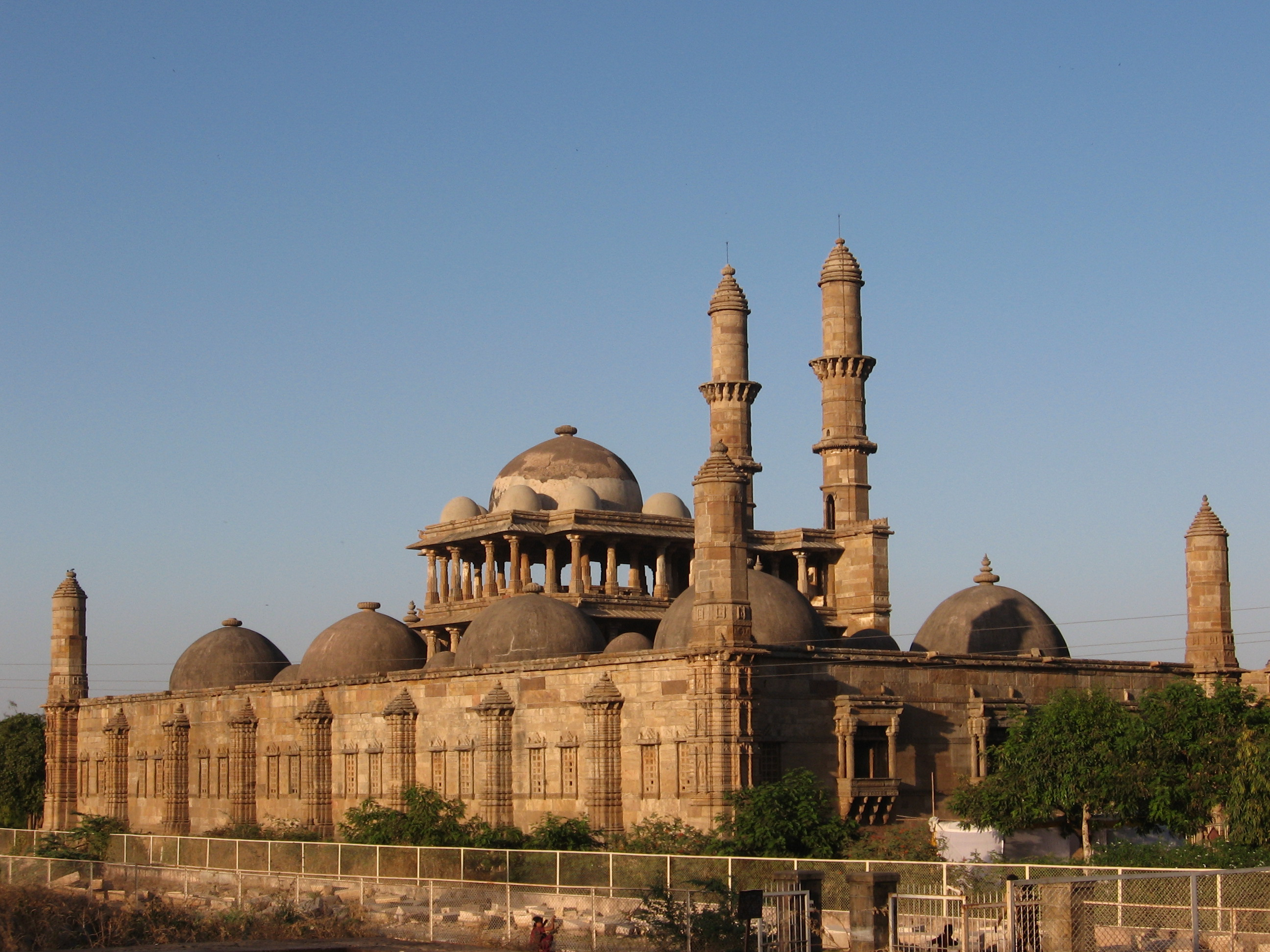
Мечеть Джама в Чампанере

В 1479 году Махмуд-шах организовал военный поход на крепость Чампанер, которая принадлежала раджпутскому вождю Равалю из клана Хичи Чаухан. В это же время султан основал город Мехмудабад (сейчас — Махемдавад) на реке Ватрак, к югу от Ахмадабада. В 1482 году гуджаратский комендант из Морамли (Расулабада) совершил несколько разорительных рейдов на владения раджи Чампанера. В ответ раджпутский вождь напал на коменданта, нанес ему поражение, убил большую часть его людей, захватив двух слонов и несколько лошадей. Узнав об этом, гуджаратский султан Махмуд-шах во главе большой армии выступил из столицы в Бароду (сейчас — Вадодара). Раваль из Чампанера отправил к султану в Бароду послов с просьбой о перемирии. Махмуд-шах отказался. Раваль приготовился к отражению противника и попросил помощи у малавского султана Гийас-шаха Хилджи. Чтобы не дать союзникам объединиться, Махмуд-шах оставил часть армии под Чапанером, а сам двинулся на Даход, после чего султан Гийас-шах Хилджи вернулся в свою столицу — Манду. После своего возвращения из Дахода султан Махмуд-шах начал строить новую мечеть Джама в Чампанере, чтобы показать раджпутам, что не не покинет этот место, пока не будет взят форт Павагадх. Осада крепости, начавшаяся в апреле 1483 года, продолжалась более двадцати месяцев. 21 ноября 1484 года в результате штурма Павагадх был взят. Раваль и его министр Дунгарши были ранены и взяты в плен. Они отказались принять ислам и были преданы смерти. Сын Раваля, который бел передан под опеку Сейф-уль-Мулька, воспитывался при султанскому дворе, был обращен в ислам и позднее получил титул Низам-уль-Мульк.
После взятия города Павадагх Махмуд-шах построил стену вокруг города Чампанер и сделал его своей новой столицей, назвав его Мухаммадабад. В окрестностях по приказу султана были посажены сады, в которых росли манго, гранаты, инжир, виноград, сахарный тростник, бананы, апельсины, кокосовые пальмы, а также розы, хризантемы, жасмин и панданус.

### Последние годы

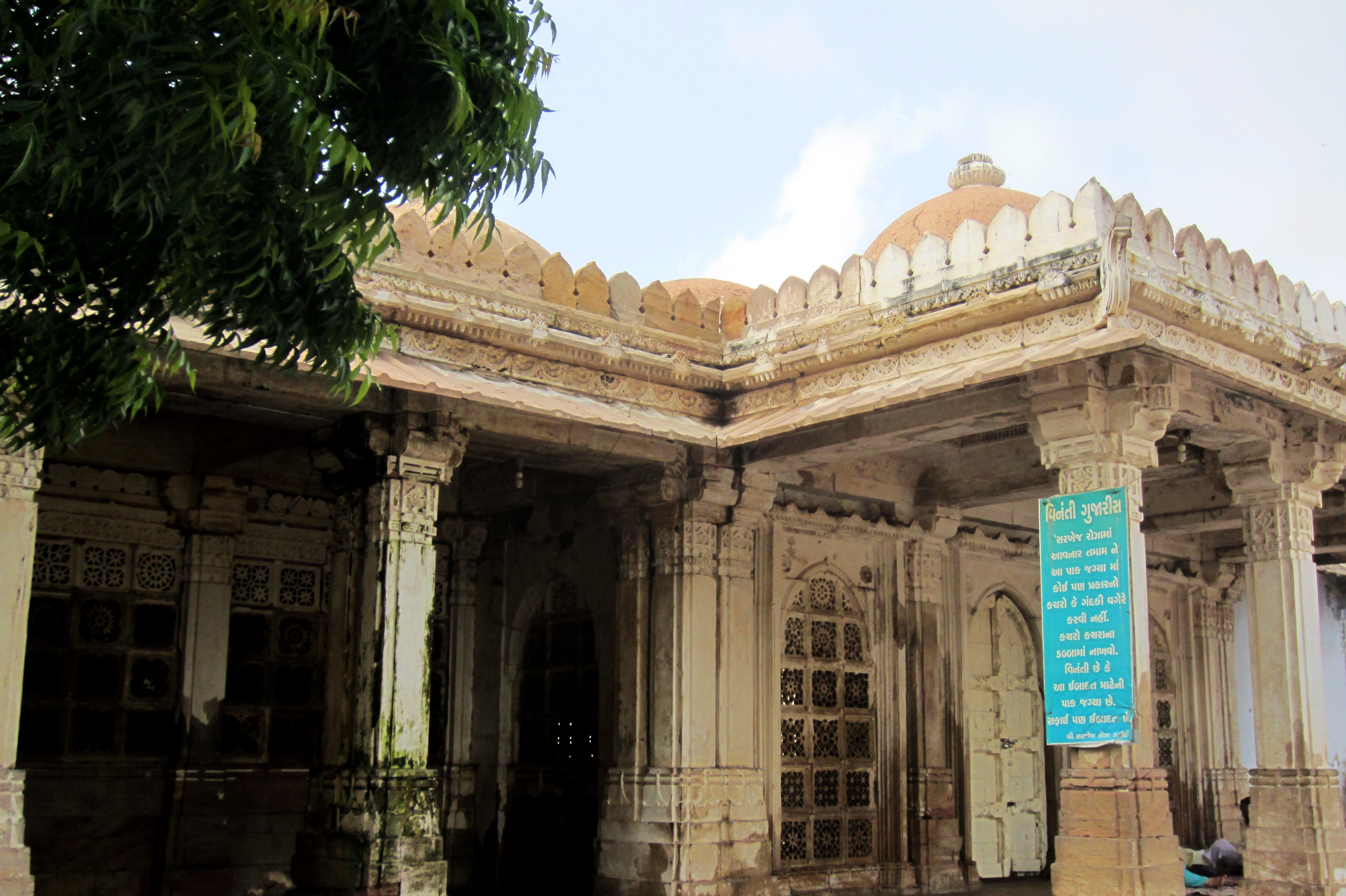
Мавзолей Махмуда Бегады в Ахамадабаде

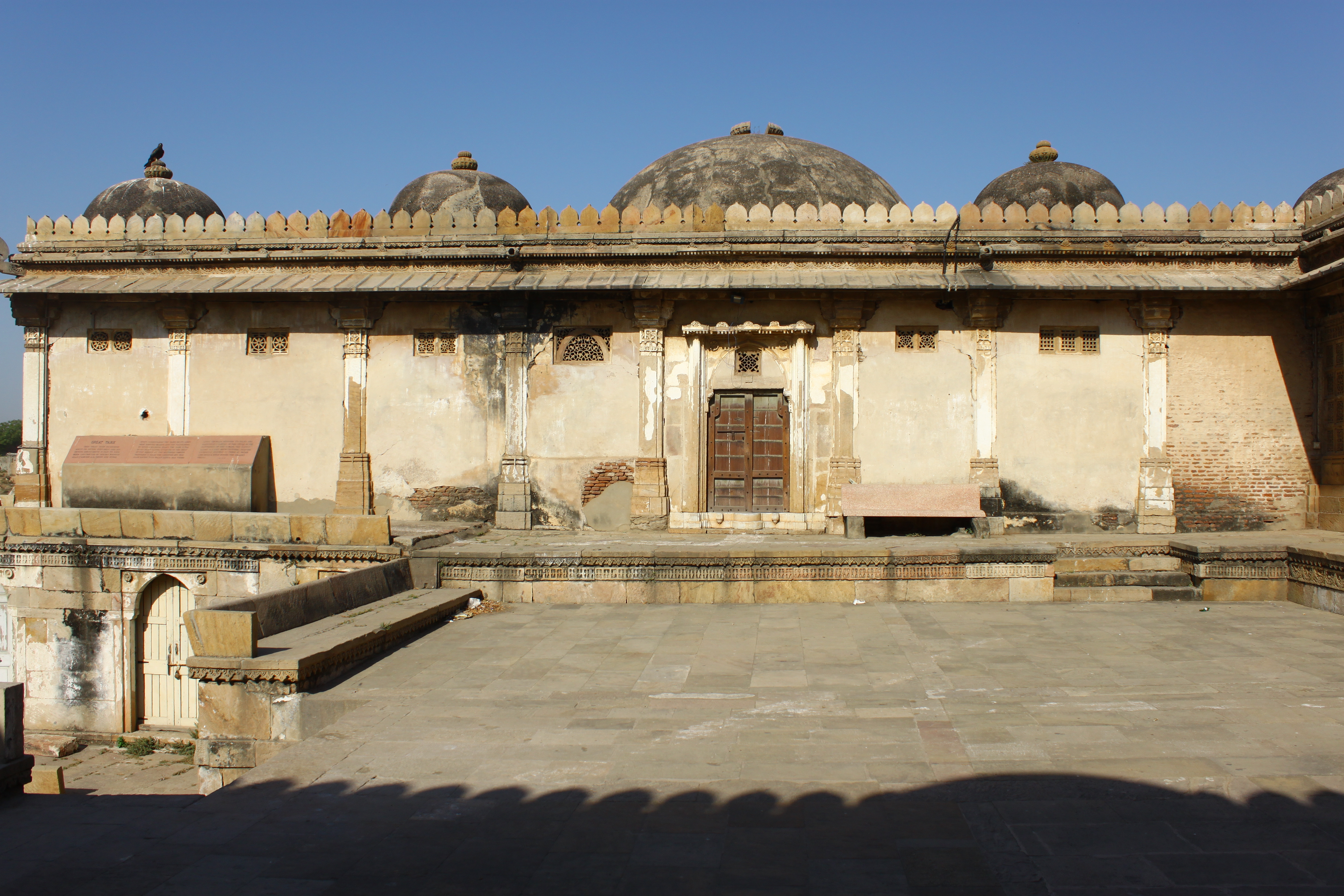
Мавзолей Биби Раджбай, супруги Махмуд-шаха, в Ахмадабаде

В 1494—1495 годах Махмуд-шах выступил против Бахадур-хана Гилани, вассала Бахманийского султаната, который из Гоа и Дабхола совершал рейды на гуджаратские порты. Султан отправил против него армию по суше и 300 лодок по морю, чтобы атаковать Дабхол под командованием Малика Саранга Кивам-уль-Мулька. Бахманийский султан Шихаб ад-Дин Махмуд-шах, опасавшийся последствий вражеского вторжения для своих владений, сам двинулся на Бахадур-хана и, взяв его в плен, отрубил ему голову и отправил её к гуджаратскому султану, который вернулся в свои владения.
В 1499—1500 годах, узнав о том, что власть в Малавском султанате захватил Насир-уд-дин, который умертвил своего отца Гийас-шаха Хилджи, султан Махмуд-шах приготовился выступить против него, но был остановлен «смиренным отношением» Насира-уд-дина.

### Борьба с португальцами
Камбей (сейчас — Хамбат) был важным портом Гуджаратского султаната. Это был важный посредник в торговле между Востоком и Западом, между Красным морем, Египтом и Малаккой. Гуджаратцы были важными посредниками, доставлявшими пряности с Молуккских островов и шелка из Китая, а затем продававшими их мамлюкам и арабам. Португальцы появились в Индии и стали укреплять своё присутствие в Аравийском море. Махмуд Бегада объединился с Кожиккоду Самутири, заморином из Каликута, чтобы победить португальцев. Затем он обратился за помощью к своему торговому партнеру — египетскому султану. В 1508 году недалеко от Дамана, по пути в Чаул, Махмуд-шах узнал о победе, одержанной в битве при Чауле над португальцами объединенной эскадры Гуджарата под командованием Малика Айяза Султани и египетской эскадры Амира Хусейна ал-Курди. В 1509 году близ порта Диу состоялось морское сражение между португальской империей и объединенным флотом Гуджаратского султаната под командованием Малика Айяза, египетских мамлюков и заморина Каликута. Португальцы выиграли битву, и это событие знаменует собой начало европейского колониализма в Азии.

### Смерть
С 1508 года Махмуд-шах оставался в своей столице до самой смерти в ноябре 1511 года в возрасте шестьдесят шесть лет и трех месяцев. Его правление длилось пятьдесят четыре года и один месяц. Махмуд-шах был похоронен в усыпальнице Саркхедж-Роджа близ Ахмадабада.
Кроме Халил-хана, который стал его преемником, у Махмуд-шаха было еще три сына: Мухаммад Кала, Апа-хан и Ахмед-хан. Мухаммад Кала, сын Рани Руп Манджхри, скончался ещё при жизни отца. Второй сын Апа-хан был схвачен во время проникновения в дворянский гарем, и султан приказал его отравить. Третьим сыном был Ахмед-хан, которого Худаванд-хан стремился посадить на султанский престол ещё при жизни султана Махмуд-шаха.